# 🚂
🚂 is een teken uit de Unicode-karakterset dat een 
locomotief voorstelt; in nagenoeg alle gevallen wordt dit weergegeven als een klassieke stoomlocomotief. Deze emoji is in 2010 geïntroduceerd met de Unicode 6.0-standaard, als onderdeel van het Unicode blok transport- en kaartsymbolen.

## Betekenis

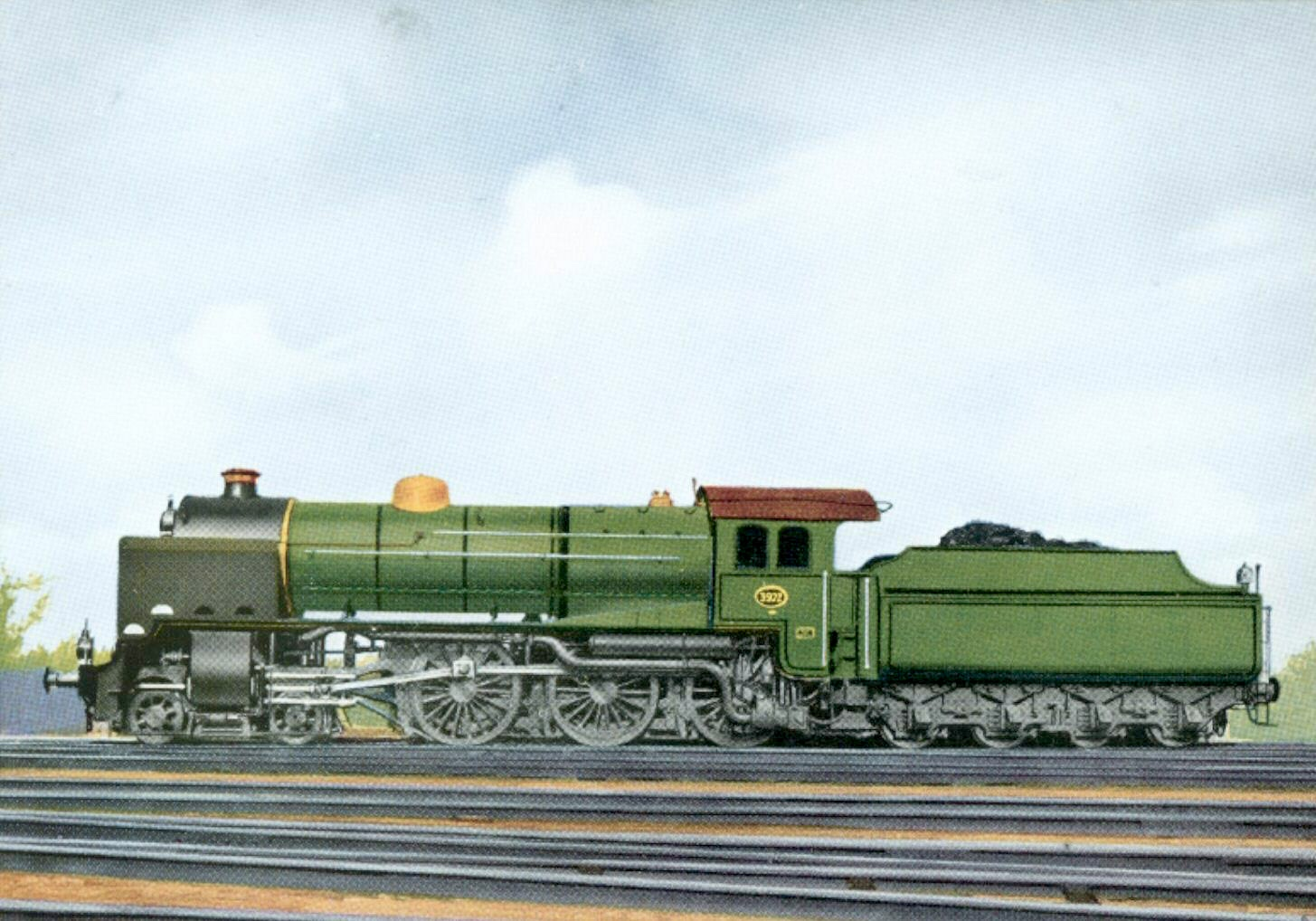
Een stoomlocomotief van uit de serie 3900 van de Nederlandse Spoorwegen

Deze emoji geeft een klassieke stoomlocomotief weer.De locomotief is een gangbaar symbool van de spoorwegen, in Unicode zijn er meerdere spoorwegsymbolen aanwezig. Er bestaat ook een specifiek karakter voor een diesellocomotief, 🛲 (U+1F6F2), maar dit karakter kent geen wijdverbreide grafische weergave als emoji.

## Codering

De Twemoji-implementatie

### Unicode
In Unicode vindt men 🚂 onder het codepunt U+1F682  (hex).

### HTML
In HTML kan men in hex de volgende code gebruiken: &#x1F682;.

### Shortcode
In software die shortcode ondersteunt zoals Slack en GitHub kan het karakter worden opgeroepen met de code :steam-lomotive:.

### Unicode-annotatie
De Unicode-annotatie voor toepassingen in het Nederlands (bijvoorbeeld een Nederlandstalig smartphonetoetsenbord) is locomotief. De emoji is ook te vinden met de sleutelwoorden spoor, stoom, trein en voertuig.